# Hubert Haenel
Pour les articles homonymes, voir Haenel.
Hubert Haenel, né le 20 mai 1942 à Pompey (Meurthe-et-Moselle) et mort le 10 août 2015 à Paris 15e, est un homme politique français, sénateur RPR puis UMP du Haut-Rhin, de 1986 à 2010. Il est de 2010 à sa mort, membre du Conseil constitutionnel.

## Biographie
Catholique engagé, Hubert Haenel est issu d’une famille modeste. À six ans, il est placé à la DDASS pour soulager sa famille. Il pratique le scoutisme (totem : Sanglier Fonceur), obtient son certificat d’études, puis travaille comme surveillant au collège des jésuites de Metz en préparant son baccalauréat. Pour financer ses études, il sera tour à tour facteur et bûcheron.
Hubert Haenel poursuit ses études et entre à l’École nationale de la magistrature (ENM) dont il sort major puis devient magistrat. Maire de Lapoutroie de 1977 à 2001, il est élu sénateur du Haut-Rhin le 28 septembre 1986, et réélu les 24 septembre 1995 et 26 septembre 2004. Il a été le principal promoteur du parc d’attraction Bioscope, ouvert en 2006 et fermé en 2011, à Ungersheim.
Hubert Haenel, président de la délégation parlementaire puis de la commission des Affaires européennes du Sénat de 1999 à 2010 a été membre de la Convention européenne et de la Convention chargée de l'élaboration de la Charte des droits fondamentaux de l’Union européenne.
Administrateur de la SNCF, Hubert Haenel est l’un des promoteurs et des artisans de sa décentralisation.
Hubert Haenel est nommé le 24 février 2010 au Conseil constitutionnel par le président du Sénat Gérard Larcher. Abandonnant alors l'ensemble de ses mandats politiques, il prend ses fonctions le 12 mars suivant.
Turcophile assumé, Hubert Haenel est membre du comité scientifique de l’Institut du Bosphore. Son indépendance en tant que membre du Conseil constitutionnel avait été remise en question lors de l'examen de la loi sur la reconnaissance du génocide arménien,.
Hubert Haenel est colonel de réserve dans la Gendarmerie. 
Hubert Haenel meurt le 10 août 2015 à Paris, à l'âge de 73 ans, des suites d'une maladie,. Le président de la République François Hollande « [...] salue la mémoire de Hubert Haenel. La République perd un grand juriste, la France un patriote sincère, l’Alsace un élu proche des gens ». Les présidents du Sénat et du Conseil constitutionnel lui rendent également hommage ; le président du Conseil régional d'Alsace Philippe Richert regrette « un grand Alsacien ». Les obsèques de Hubert Haenel sont célébrées par Mgr Jean-Pierre Grallet, archevêque de Strasbourg en l’église Sainte-Odile de Lapoutroie le 14 août 2015, en présence de Jean-Louis Debré, président du Conseil constitutionnel et Gérard Larcher, président du Sénat.

## Synthèse des mandats
- Sénateur du Haut-Rhin (1986 - 2010)
- Vice-président du conseil régional d'Alsace
- Membre du groupe français de l’Union interparlementaire
- Membre du Conseil supérieur du service public ferroviaire (CSSPF)
- Membre de la Cour de justice de la République (CJR)
- Membre de la Haute Cour de justice
- Membre suppléant au titre de la France à la Commission européenne pour la démocratie par le droit (Commission de Venise)
- Président de la Délégation parlementaire pour l'Union européenne du Sénat
- Secrétaire du Sénat
- Maire de Lapoutroie (1977-2001)
- Membre du Conseil supérieur de l'administration pénitentiaire
- Administrateur de la SNCF (1996 - 2008)

## Décorations

### Décorations françaises
- Commandeur de la Légion d'honneur[17],
- Officier de l'ordre national du Mérite,
- Chevalier de l'ordre des Palmes académiques,
- Chevalier de l'ordre du Mérite agricole.

### Décorations étrangères
- Croix de commandeur de l'ordre du Mérite (Allemagne) (2008)
- Grand officier d'argent de l'ordre du Mérite
- Grand-officier de l'ordre de la Croix de Terra Mariana (Estonie)
- Officier de l'ordre du Mérite de la République italienne‎

## Publications
- La Défense nationale, PUF, coll. « Que sais-je ? », 1982
- La Gendarmerie, PUF, coll. « Que sais-je ? », 1983
- La Marine nationale, PUF, coll. « Que sais-je ? », 1986 (en coll. avec René Pichon)
- L'Armée de terre, PUF, coll. « Que sais-je ? », 1987 (en coll. avec René Pichon)
- Justice sinistrée, démocratie en danger, Économica, 1991 (en coll. avec Jean Arthuis)
- Le juge et le politique : les nouvelles règles du jeu, PUF, 1998 (en coll. avec Marie-Anne Frison-Roche)
- De facteur à sénateur, chemin faisant… : l'Alsace, l'Europe, la justice et la réforme de l'État, La Nuée Bleue, 2003
- Enraciner l'Europe, Seuil, 2003 (en coll. avec François Sicard)
- Justice, police et sécurité dans l'Union européenne, Fondation Robert Schumann, 2003
- Les parlements nationaux, un appui pour l'Europe, Fondation Robert Schumann, 2006
- Réflexions d'un ancien conventionnel sur la relance européenne, Fondation Robert Schumann, 2007
- Régionalisation ferroviaire : les clés d'un succès, La Vie du Rail, 2011 (entretiens avec Eve-Marie Zizza-Lalu).